# Østersøruten
Østersøruten (rutenummer 8)  er en 820 km lang cykelrute, der udgør en rundtur i form af et 8-tal med krydsning i Svendborg. Ruten er en af 11 nationale danske cykelruter. 
Østersøruten (N8) er en forlængelse og omlægning af en allerede eksisterende national cykelrute, Sydhavsruten, som strakte sig fra Rudbøl til Møn. Ruten blev genindviet under sit nye navn den 5. maj 2018. Østersøruten, der bindes sammen af fem færgeforbindelser og otte broer, er kystnær og passerer gamle købstæder og forbi nationale og lokale seværdigheder. Ruten løber fra den dansk-tyske grænse ved Padborg, henover Als og Ærø, gennem det Sydfynske Øhav, henover  Lolland, Falster, Møn, Sydsjælland, over Fyn, videre mod  Lillebælt, indtil ruten føres gennem den østlige del af Syd- og Sønderjylland tilbage til Padborg. 
I 2019 kårede en jury af cykel- og rejsejournalister ved Hollands største vandre- og cykelmesse "Fiets en Wandelbeurs" Østersøruten til Årets Cykelrute. Fire andre ruter var nomineret til prisen: Sydostleden i Sverige, Véloscénie i Frankrig, Ciro Bike Trail i Bosnia-Herzegovina og Limesroute i Holland. 
Ruten er skabt i et samarbejde mellem Dansk Kyst- og Naturturisme, VisitDenmark, Cykelturisme, Vejdirektoratet, Destination Fyn, Destination Lillebælt, Business Lolland-Falster, Visit Vestsjælland, VisitSydsjælland-Møn og Destination Sønderjylland. Sammen med Vejdirektoratet, har de involverede 17 syddanske kommuner gennemført en ensartet ruteskiltning. Skiltningen er finansieret af midler fra Transport-, Bygnings- og Boligministeriets cykelpuljer. I juli 2019 bevilgede Danmarks Erhvervsfremmebestyrelse 3,7 millioner kroner til yderligere udvikling af ruten i form af såkaldte turisme-hotspots langs ruten såvel som markedsføring og en fælles hjemmeside for hele ruten.
Den sydlige del af Østersøruten (N8) har sammenfald med den 7.980 km lange EuroVelo 10 cykelrute, der ligeledes hedder Østersøruten (Baltic Sea Cycle Route).